# Söderhavets sång
Söderhavets sång (engelska: Pagan Love Song) är en amerikansk romantisk musikalfilm från 1950 i regi av Robert Alton.
Filmen är baserad på William S. Stones roman Tahiti Landfall. I huvudrollerna ses Esther Williams och Howard Keel. Filmen var den första av tre filmer Williams och Keel gjorde tillsammans, de andra två är Texas Carnival (1951) och Jupiters älskling (1955).

## Rollista i urval
- Esther Williams - Mimi Bennett (sångröst dubbad av Betty Wand)
- Howard Keel - Hazard Endicott
- Minna Gombell - Kate
- Charles Mauu - Tavee
- Rita Moreno - Teuru

## Musik i filmen i urval
- "Pagan Love Song", musik av Nacio Herb Brown, text av Arthur Freed, framförd av Howard Keel
- "The House of Singing Bamboo", musik av Harry Warren, text av Arthur Freed, framförd av Howard Keel och Rita Moreno
- "Singing in the Sun", musik av Harry Warren, text av Arthur Freed, framförd av Howard Keel
- "Why Is Love So Crazy?", musik av Harry Warren, text av Arthur Freed, framförd av Howard Keel
- "The Sea of the Moon", musik av Harry Warren, text av Arthur Freed, framförd av Esther Williams (dubbad av Betty Wand)